# سكوت غولبورن

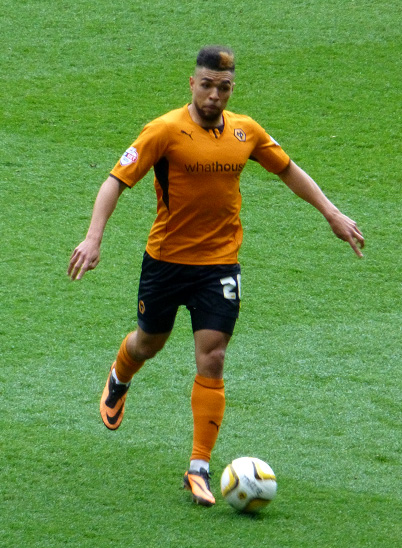

سكوت جوليان غولبورن (بالإنجليزية: Scott Golbourne)‏، من مواليد 29 فبراير 1988 في بريستول في إنجلترا، لاعب كرة قدم إنجليزي.
بدأ مسيرته الكروية مع نادي بريستول سيتي في موسم 2005/2006، ولعب معهم 14 مباراة، وفي عام 2006 انتقل إلى نادي ريدينغ، وهو يلعب معهم حتى الآن، وفي عام 2006 أعير إلى نادي ويكومب واندرز، ولعب معهم 15 مباراة وسجل هدف واحد، وفي عام 2007 أعير إلى نادي ويكومب واندرز، ولعب معهم 19 مباراة.

## روابط خارجية
- سكوت غولبورن على موقع قاعدة بيانات كرة القدم.إي يو (الإنجليزية)
- سكوت غولبورن على موقع Soccerbase.com (لاعب) (الإنجليزية)
- سكوت غولبورن على موقع عالم كرة القدم.نت (الإنجليزية)
- سكوت غولبورن على موقع كووورة